# Concord (Arkansas)
Concord es un pueblo ubicado en el condado de Cleburne en el estado estadounidense de Arkansas. En el Censo de 2010 tenía una población de 244 habitantes y una densidad poblacional de 33,25 personas por km².

## Geografía
Concord se encuentra ubicado en las coordenadas 35°39′29″N 91°50′29″O / 35.65806, -91.84139. Según la Oficina del Censo de los Estados Unidos, Concord tiene una superficie total de 7.34 km², de la cual 7.33 km² corresponden a tierra firme y (0.14%) 0.01 km² es agua.

## Demografía
Según el censo de 2010, había 244 personas residiendo en Concord. La densidad de población era de 33,25 hab./km². De los 244 habitantes, Concord estaba compuesto por el 99.59% blancos, el 0% eran afroamericanos, el 0% eran amerindios, el 0% eran asiáticos, el 0% eran isleños del Pacífico, el 0% eran de otras razas y el 0.41% pertenecían a dos o más razas. Del total de la población el 1.23% eran hispanos o latinos de cualquier raza.